# باشگاه فوتبال کمبریج یونایتد
باشگاه فوتبال کمبریج یونایتد (به انگلیسی: Cambridge United F.C) یک باشگاه فوتبال در شهر کمبریج، کشور انگلستان است که در سال ۱۹۱۲ میلادی تأسیس شده‌است. 